# غريس دنت
غريس دنت (بالإنجليزية: Grace Dent)‏ (3 أكتوبر 1973 في المملكة المتحدة)؛ كاتِبة مُتخصِّصة في أدب الأطفال، صحفية وروائية بريطانية.

## روابط خارجية
- غريس دنت على موقع IMDb (الإنجليزية)